# Готфрид II (Хабсбург-Лауфенбург)
Готфрид II фон Хабсбург-Лауфенбург (на немски: Gottfried II von Habsburg-Laufenburg; † 10 юли 1375) e граф на Хабсбург-Лауфенбург, граф в Алт-Раперсвил (в кантон Санкт Гален), ландграф в Клетгау до 1365 г.

## Биография
Той е син на граф Йохан I фон Хабсбург-Лауфенбург, ландграф в Клетгау († 21 септември 1337, убит в битка до Гринау, Швейцария) и съпругата му Агнес фон Верд († сл. 1354), дъщеря на Зигизмунд фон Верд, ландграф в Елзас († 1308), и Алайдис фон Бламон († сл. 1347). Внук е на граф Рудолф III фон Хабсбург-Лауфенбург, господар на Раперсвил († 1314), и първата му съпруга наследничката Елизабет фон Раперсвил († 1309).
Брат е на Рудолф IV († септември 1383) и Йохан II († 17 декември 1380).

## Фамилия
Първи брак: с принцеса Агнес фон Тек († 20 май, погребана в Кьонигсфелден), дъщеря на херцог Симон I фон Тек (* ок. 1279; † 5 март 1316) и Агнес фон Хелфенщайн († сл. 7 август 1334). Те нямат деца.
Втори брак: с Елизабет фон Оксенщайн. Нямат деца.